# 卡諾阿斯

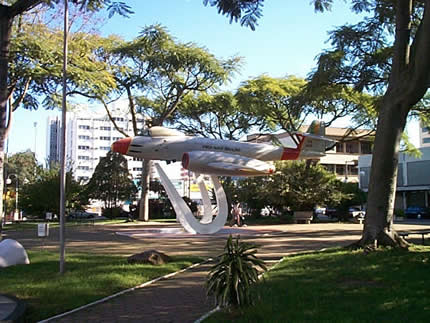

卡諾阿斯（葡萄牙語：Canoas）是巴西的一座城市。它于1939年6月27日获得市鎮的地位，位於該國南部，由南里奧格蘭德州負責管轄，是该州的第四大城市。面積131.1平方公里，海拔高度8米，受亞熱帶氣候影響，2006年人口333,322。它是阿雷格里港都市地区的一部分。它的经济以制造业为主，另外它拥有一座巴西空军使得的空军基地。
据巴西地理和统计研究所的数据卡諾阿斯没有郊野区域，但是它是从一个地主村庄开始的。其中最早的一人是弗朗西斯克·平托·班戴拉斯。1974年葡萄牙国王授予他一块地。
1871年卡諾阿斯建村。从阿雷格里港至圣莱奥波尔多的铁路建成通车通过这里。卡諾阿斯曾经属于格拉瓦塔伊。很快大的地产被分成小地产。
卡諾阿斯获得城市地位后，尤其是在1945年后，发展迅速。许多在阿雷格里港工作的人在卡諾阿斯过夜。但是随着阿雷格里港去工业化以及许多厂家在卡諾阿斯建立，加上市内人口的增长，这个关系已经颠倒。今天卡諾阿斯是南里奧格蘭德州国内生产总值第二高的城市。

## 城市状况和分区
卡諾阿斯由分布很广的市区和活跃的商业区以及许多大工厂组成，其中包括巴西石油的一个炼油厂。一个奢侈品也逐渐出现。与巴西的其它许多城市一样贫民窟与富区往往直接相邻。
卡諾阿斯最穷的区完全没有规划。市内的贫富差异非常大，反映了巴西国内经济的差异。
卡諾阿斯拥有巴西南部最富和最重要的大学：巴西路德大学。

## 外部連結
- Canoas Mayoral Office （页面存档备份，存于） (in Portuguese)
- Satellite view of Canoas （页面存档备份，存于）
- Images of the city and its History (in Portuguese) Images of homes are not representative of the rest of the city - the homes shown are part of one wealthy subdivision in the city
- SOGAL - Sociedade de Ônibus Gaúcha: Canoas City's Bus Transport （页面存档备份，存于） (in Portuguese)
- ULBRA - Lutheran University of Brazil（页面存档备份，存于） (in Portuguese)